# Shōgo Azegami
Shōgo Azegami (jap. 畔上 祥吾, Azegami Shogo; * 4. November 2001  in Nozawa Onsen) ist ein japanischer Nordischer Kombinierer.

## Werdegang
Azegami gab am 17. Januar 2020 beim Continental-Cup-Wettbewerb in Klingenthal sein internationales Debüt. Dabei erreichte er als 23. die Punkteränge. Bei den Nordischen Junioren-Skiweltmeisterschaften 2020 in Oberwiesenthal lief Azegami auf Rang 22, im Team wurde er Sechster. Im folgenden Winter nahm er international ausschließlich an Continental-Cup-Rennen teil. Sein bestes Saisonergebnis war der 13. Platz im Einzelrennen nach der Gundersen-Methode in Lahti. Azegami trat in der Saison 2021/22 an keinen internationalen Wettbewerben an. Auch im darauffolgenden Winter dauerte es bis Mitte März 2023, ehe er am Continental-Cup-Wochenende in Lahti als Neunter erstmals in die Top 10 lief. Wenige Tage später, am 24. März 2023 beim Teamsprint gemeinsam mit Kodai Kimura, debütierte Azegami im Weltcup. Tags darauf belegte er bei seinem Debüt im Einzel den 37. Platz. 2023/24 nahm er erneut regelmäßig am Continental Cup teil. In der Gesamtwertung wurde er 43.
Schon zu Beginn der Weltcup-Saison 2024/25 gehörte Azegami zum japanischen Weltcup-Kader. Bereits beim ersten Wettkampf in Ruka, einem Compact-Rennen über 7,5 Kilometer, gewann Azegami seine ersten beiden Weltcup-Punkte. In den folgenden Wettbewerben in Ruka, Lillehammer und Ramsau am Dachstein verpasste er die Top 40. Bei den Nordischen Skiweltmeisterschaften 2025 in Trondheim belegte er im Compact-Rennen von der Normalschanze den 30. Platz, im Gundersen-Wettkampf von der Großschanze lief er auf Rang 31. In der Staffel wurde Azegami nicht eingesetzt.

## Privates
Shōgos Zwillingsschwester Sana Azegami ist ebenfalls als Nordische Kombiniererin aktiv. Azegami besuchte die Iiyama High School.

## Statistik

### Weltcup-Platzierungen
| Saison  | Platz | Punkte |
| ------- | ----- | ------ |
| 2024/25 | 74.   | 002    |

### Continental-Cup-Platzierungen
| Saison  | Platz | Punkte |
| ------- | ----- | ------ |
| 2019/20 | 70.   | 018    |
| 2020/21 | 37.   | 087    |
| 2022/23 | 41.   | 047    |
| 2023/24 | 43.   | 111    |
| 2024/25 | 32.   | 158    |